# Chorotis
Chorotis è un comune (municipio in spagnolo) dell'Argentina, appartenente alla provincia del Chaco, nel dipartimento di Fray Justo Santa María de Oro.
Il municipio è stato fondato il 7 settembre 1988.
In base al censimento del 2001, nel territorio comunale dimorano 1.445 abitanti, di cui 462 nella cittadina capoluogo del comune. Altro centro abitato è quello di Venados Grandes, con una popolazione censita di 220 abitanti..